# 安阳王
安陽王（越南语：／），本名蜀泮（越南语：／），原是古蜀的王子，乃為鱉靈的後裔。在秦國於西元前316年滅古蜀之後，輾轉到達現在越南北部，建立甌貉國，自稱為安陽王，建都於古螺，乃今河内近郊的東英縣。

## 滅文郎而建國的傳說
根據越南官修史書《大越史記全書》和《欽定越史通鑑綱目》的說法，蜀泮本為中國戰國時代蜀國的王子。因先世蜀王要求與雄王通婚遭拒，蜀國因此與文郎國結為世仇。在蜀國被秦國滅亡之後，蜀泮率軍南下，到達現在廣西和雲南，隨後輾轉南下，進攻世仇文郎國。最後一代雄王自恃強勇，不為兵備，在蜀泮進攻的時候因酒醉墜井而死。於是蜀泮自立為王，稱安陽王，改國號為甌貉（现代學者認為“甌貉”就是中國古籍中的“甌駱”，“貉”又可以寫作“雒”）。安陽王在越裳地區建立新都思龍城，因其盤旋如螺形，所以又稱古螺城。

## 稱王時期的傳說
關於安陽王統治時期的事蹟，越南史書中的記載甚少。越南歷史學者則稱安陽王是一位偉大的君主。在他在位期間，製造了靈弩，抵禦了秦朝幾次的進攻。
西元前210年，秦朝任囂、趙佗率軍入侵。趙佗在北江的僊遊山與安陽王交戰，安陽王用靈弩擊退了趙佗。趙佗退守武寧山，遣使講和。雙方約定以平江為界，北為趙佗界，南為安陽王界。趙佗子趙仲始娶安陽王的女兒媚珠為妻，入贅安陽王家。仲始竊取了靈弩，用假弩將其掉包。仲始以省親之名義北歸，臨行前對媚珠說：「夫婦恩情不可相忘，如兩國失和，南北隔別，我來到此，如何得相見。」媚珠說：「妾有鵞毛錦褥常附於身，到處拔毛置岐路，以示之。」仲始回到北方後，將這番話告訴了趙佗。
西元前208年，任囂病逝，臨死前囑令趙佗掌管嶺南事務。趙佗在嶺南發兵拒險，成為一路割據勢力。趙佗發兵南下進攻安陽王。安陽王不知靈弩被竊，為趙佗所敗，與女兒媚珠同乘一馬逃跑。趙仲始認准鵝毛緊追不捨，安陽王逃至海濱，下馬，在湧出海面的金龜的協助下，持七寸文犀走入海中。
安陽王在海濱下馬之時，因金龜指稱乘坐馬後的人「是賊也，蓋殺之」，於是揮劍斬殺了媚珠。媚珠的血流入海中，化為了明珠。仲始痛哭不已，將媚珠的屍體歸葬螺城，其屍體化為玉石。後來因思念媚珠，投井而死。

## 中國古籍中的記載
中國古籍中最早所記安陽王相關事蹟見於《史記索引》及《水經注》所引用的《廣州記》及《交州外域記》。
《史记·南越传》《索引》引《广州记》曰：“交趾有骆田，仰潮水上下，人食其田，名为骆人，有骆王骆侯，诸仙自名为骆将，铜印青绶，即今之令长也。后蜀王子将兵讨骆侯，自称为安阳王，治封溪县，后南越王尉他攻破安阳王，令二使典主交趾、九真二郡人。”
《水经·叶榆水注》引《交州外域记》云：“交趾昔未有郡县之时，土地有骆田……”，与《广州记》略同。

## 近現代學術界對甌雒國的闡釋
關於甌雒國的存在年代，及其與秦朝政府的關係，後代學者有不同說法。
法國漢學家鄂盧梭認為，蜀王子（蜀泮）在公元前210年秦始皇死時，乘中國內亂，奪取象郡地區（鄂盧梭認定象郡在越南，並指出該地雖為中國秦代領土，實為封建土酋所治。蜀王子套取該地後自號為安陽王。但不久被趙佗所反擊，到公元前207年將之消滅。）
周振鶴對鄂盧梭的說法提出質疑，認為象郡既非鄂盧梭所認為的日南郡（鄂盧梭認為秦象郡即漢代之日南郡，周振鶴已斥其非），而以秦之強大，亦不至於為一蜀王子所敗，且若安陽國僅存在三年（鄂盧梭認為是前210年至前207年），其事蹟亦不可能成為傳說流傳後世千百年後。周氏認為，安陽國之存在時間絕不像鄂盧梭所認為的那樣絕對，要之，根據《史記》，南越王趙佗滅安陽國併其地為交趾、九真二郡時間當在呂后、文帝間。
呂士朋認為，甌雒國當於戰國時代末期建國於紅河下游的平原一帶。秦軍南下設象郡後，安陽王退據一隅，情況像部落酋長，依舊統治一小地區。呂士朋指出秦朝對象郡，終未能施行直接統治，而是間接統治，方式是把越人的統治權，委託給當地若干土酋手中。秦朝滅亡時，安陽王便捲土重來，在象郡擴張勢力，成為當地較強大的領導者。直到趙佗來攻時才被消滅。
郭振鐸、張笑梅則對古籍裡「甌雒國」的存在表示質疑，認為它本身具有傳疑性質，可能並非現代意義的「真正國家」，只是初具政權組織的部落聯盟。另外，又提出可以把「甌雒」理解為「甌」指「西甌」（位於現時廣西西南、越北的越族），而「雒」則指「雒越」（位於現時越南西北，屬古百越族一支），而蜀泮則是西甌及雒越各部落的領袖。然而因生產力尚屬低下，在趙佗的入侵下遂將之平定。

## 相關傳說
- 皐魯：傳說是安陽王時期的能工巧匠，為安陽王造靈弩。
- 李翁仲：傳說中安陽王時期來自交趾 、獲得秦始皇徵召出征匈奴的一位巨人。其後李翁仲退役，回鄉歸隱，秦始皇欲再召回翁仲，在越南古代小說《粵甸幽靈集》及《嶺南摭怪》裡，便有所描述。[7]據中國學者戴可來指出，這則故事是取材自中國傳說裡曾威振匈奴的南海人阮翁仲事跡，後被搬到越南而成為「李翁仲」。[8]